# Martina Kocher
Martina Kocher (Biel, 14 de marzo de 1985) es una deportista suiza que compitió en luge en la modalidad individual.
Ganó tres medallas en el Campeonato Mundial de Luge, en los años 2016 y 2017. Participó en cuatro Juegos Olímpicos de Invierno, entre los años 2006 y 2018, ocupando el séptimo lugar en Vancouver 2010, en la prueba individual.

## Palmarés internacional
| Campeonato Mundial | Campeonato Mundial   | Campeonato Mundial | Campeonato Mundial     |
| Año                | Lugar                | Medalla            | Prueba                 |
| ------------------ | -------------------- | ------------------ | ---------------------- |
| 2016               | Königssee (Alemania) | Medalla de oro     | Individual (velocidad) |
| 2016               | Königssee (Alemania) | Medalla de plata   | Individual             |
| 2017               | Igls (Austria)       | Medalla de plata   | Individual (velocidad) |